# Zeven gedichten
Zeven gedichten naar Abû ‘l-Alâ’ al-Ma’arrî is een bundeling van gedichten of vertalingen van J.H. Leopold uit 1982.

## Geschiedenis
In de jaren 1980 werd gewerkt aan de historisch-kritische uitgave van het werk van de dichter en vertaler J.H. Leopold die tussen 1983 en 1985 verscheen in zeven delen. Geregeld werden daarvan voorpublicaties uitgegeven, vooral in bibliofiele uitgaven. Deze zeven gedichten werden gebundeld in een van die uitgaven. Het betreft gedichten naar het werk van de Arabische dichter Al-Ma’arrî die in 973 werd geboren. Oosterse poëzie was een specialisme van Leopolds studievriend Gerlof van Vloten. Leopold bezat een exemplaar van de gedichten van Al-Ma’arrî in Engelse vertaling van R.A. Nicholson waarvan zes opgenomen vertalingen hier zijn opgenomen. De vertaler had ze willen opnemen in een bundel Oostersch III die evenwel niet meer tijdens zijn leven is verschenen. Ze werden wel opgenomen in de in 1935 verschenen Verzamelde werken van Leopold, zoals bezorgd door P.N. van Eyck en verschenen daarna ook nog in 1951. Deze uitgave bevat de zeven vertalingen als eerste maal bij elkaar. Naast de gedichten zijn facsimiles van het handschrift van Leopolds vertalingen afgedrukt. De bundeling wordt voorafgegeaan door een in het Duits vertaald gedicht van Al-Ma’arrî door A. von Kremer.

### Uitgave
De zeven gedichten verschenen als 37e uitgave van de Arethusa Pers van Herber Blokland te Baarn in de zomer van 1982. Ze werden bezorgd en voorzien van een nawoord door H.T.M. van Vliet. De lay-out, het zetwerk en de druk waren van de hand van Vincent Loosjes. De oplage bedroeg 150 arabisch genummerde exemplaren die werden ingenaaid. Daarnaast verschenen er XII in linnen gebonden, romeins genummerde exemplaren die voorzien waren van een houtsnede van Corrie Floor. Er bestaat minstens een exemplaar dat door Geert van Daal werd gebonden in halfleer en h.c. werd uitgegeven.
De ingenaaide exemplaren zijn voorzien van een los blauw omslag waarop auteursnaam cursief, de verkorte titel romein in zilver is gedrukt. De in groen linnen gebonden exemplaren dragen in romein auteursnaam en titel in goud gedrukt op het voorplat en op de rug. Bij het in halfleer gedrukte exemplaar staan op het voorplat auteursnaam en titel in zilver gestempeld, op de rug in kapitaal in goud waarbij die onderstreept zijn.